# Hypodontolaimus golikovi
Hypodontolaimus golikovi är en rundmaskart som beskrevs av Platonova 1971. Hypodontolaimus golikovi ingår i släktet Hypodontolaimus och familjen Chromadoridae. Inga underarter finns listade i Catalogue of Life.